# Mauro Bonifacio
Mauro Bonifacio (* 9. März 1957 in Mailand) ist ein italienischer Komponist, Dirigent und Musikpädagoge.

## Leben
Bonifacio studierte am Mailänder Konservatorium bei Piero Rattalino (Klavier) und Azio Corghi (Komposition). Er besuchte Dirigentenkurse von Karl Österreicher (Verein Wiener Musikseminar, Wien 1983), Franco Ferrara (Ente Arena di Verona, 1983) und Mario Gusella (Accademia Musicale Pescarese, 1984). Von 1979 bis 1981 dirigierte er an der Mailänder Scala. 1992 dirigierte er beim Rossini-Festival in Pesaro die Uraufführung von Corghis Ballett Un petit train de plaisir in der Choreographie von Amedeo Amodio. Für Ricordi nahm er das Werk mit Bruno Canino, Antonio Ballista und Les Percussions de Strasbourg auf. Seit 1984 unterrichtet Bonifacio am Konservatorium von Parma.
Seine eigenen Kompositionen wurden bei mehreren Festivals (u. a. Biennale di Venezia, Milano Musica, RomaEuropa) aufgeführt und von Musikern wie Pierre-Yves Artaud, dem Dedalo Ensemble, den Ensemble Contrechamps und Jean Louis Petit interpretiert. Inquieto per 9 strumenti wurde bei Fonit-Cetra auf CD aufgenommen und am IRCAM (1994), bei der Biennale Musica di Venezia (1995) und im Museum of Fine Arts, Boston (1995) aufgeführt. Für Rai 3 komponierte er die Rundfunkopern Il frutto senza nome (1994, Libretto von Emilio Isgrò) und Tragedia di Roncisvalle con bestie (1996, Libretto von Giuliano Scabia).

## Werke
- Al limite
- Divertimento
- Il frutto senza nome
- Inquieto per 9 strumenti
- L’isola delle voci
- Mar de l’eterno
- Notte
- Null’altro
- Ondes et cordes
- Tragedia di Roncisvalle con bestie